# Antonio Arrillaga
Antonio Arrillaga Izagirre (San Sebastián, 11 marzo 1900 – San Sebastián, 15 giugno 1963) è stato un calciatore spagnolo, di ruolo difensore.

## Carriera

### Club
Ha sempre giocato nel campionato spagnolo.

### Nazionale
Ha giocato la sua unica partita con la maglia della Nazionale nel 1927.